# Edaganasalai
Edaganasalai é uma panchayat (vila) no distrito de Salem , no estado indiano de Tamil Nadu.

## Demografia
Segundo o censo de 2001,  Edaganasalai  tinha uma população de 29,593 habitantes. Os indivíduos do sexo masculino constituem 54% da população e os do sexo feminino 46%. Edaganasalai tem uma taxa de literacia de 50%, inferior à média nacional de 59.5%: a literacia no sexo masculino é de 59% e no sexo feminino é de 39%. Em Edaganasalai, 12% da população está abaixo dos 6 anos de idade.